# MOTTOスイーツ
「MOTTOスイーツ」（もっとすいーつ）は、椎名へきるの24枚目のシングル。2002年5月22日、ソニー・ミュージックレコーズより発売。

## 収録曲
1. MOTTOスイーツ
  - 作詞：井上秋緒、作曲：木根尚登、編曲：湯浅公一
  - アルバム『10 Carat』にも収録
2. Love Your Name
  - 作詞：三井ゆきこ、作曲：木根尚登、編曲：濱口和彦
  - 映画「月のあかり」のイメージソング
3. MOTTOスイーツ (backtracks)
4. Love Your Name (backtracks)